# Bicsérd, Baranya
Bicsérd este un sat în districtul Szentlőrinc, județul Baranya, Ungaria, având o populație de 1.031 de locuitori (2011). 

## Demografie
Componența etnică a satului Bicsérd
     Maghiari (94,49%)
     Romi (3,13%)
     Alții (2,38%)
Componența confesională a satului Bicsérd
     Romano-catolici (53,44%)
     Fără religie (11,25%)
     Reformați (2,72%)
     Necunoscută (30,84%)
     Alte religii (3,3%)
Conform recensământului din 2011, satul Bicsérd avea 1.031 de locuitori. Din punct de vedere etnic, majoritatea locuitorilor (94,49%) erau maghiari, cu o minoritate de romi (3,13%).  Din punct de vedere confesional, majoritatea locuitorilor (53,44%) erau romano-catolici, existând și minorități de persoane fără religie (11,25%) și reformați (2,72%). Pentru 30,84% din locuitori nu este cunoscută apartenența confesională.